# Epidryos allenii
Epidryos allenii är en gräsväxtart som först beskrevs av Julian Alfred Steyermark, och fick sitt nu gällande namn av Bassett Maguire. Epidryos allenii ingår i släktet Epidryos och familjen Rapateaceae.
Artens utbredningsområde är Panamá. Inga underarter finns listade i Catalogue of Life.